# 南宗谷消防組合
南宗谷消防組合（みなみそうやしょうぼうくみあい）は、北海道枝幸郡枝幸町、枝幸郡浜頓別町、枝幸郡中頓別町が組織する一部事務組合（消防組合）。

## 沿革
「消防の沿革」参照
- 1973年（昭和48年）：枝幸町、浜頓別町、中頓別町、歌登町により南宗谷消防組合設立。稚内地区消防事務組合と消防相互応援協定締結。消防本部庁舎新築。上川北部消防事務組合と消防相互応援協定締結。
- 1974年（昭和49年）：歌登支署庁舎新築。
- 1975年（昭和50年）：紋別地区消防組合と消防相互応援協定締結。
- 1984年（昭和59年）：中頓別支署庁舎新築。
- 1988年（昭和63年）：消防庁舎新築（消防本部・コミュニティ消防センター）。
- 1991年（平成03年）：北海道広域消防相互応援協定締結（稚内地区消防事務組合、上川北部消防事務組合、紋別地区消防組合との消防相互応援協定廃止）。
- 1993年（平成05年）：浜頓別支署庁舎・コミュニティ消防センター新築。
- 1996年（平成08年）：歌登支署庁舎・コミュニティ消防センター新築。
- 2002年（平成14年）：中頓別支署庁舎新築。
- 2006年（平成18年）：枝幸町と歌登町が合併。歌登支署を歌登分署と改称。
- 2008年（平成20年）：緊急消防援助隊に消火隊として登録。
- 2011年（平成23年）：道北ドクターヘリ給油基地燃料保管施設完成。
- 2016年（平成28年）：枝幸消防署庁舎・コミュニティ消防センター新築。消防救急デジタル無線運用開始。

## 組織
「南宗谷消防組合機構図」参照
- 管理者 - 副管理者
  - 会計課
    - 消防本部
      - 総務課
        - 枝幸消防署
          - 歌登分署

        - 浜頓別支署
        - 中頓別支署

## 消防車両
「消防自動車等配置状況」参照
- 指揮車：3台
- 救助工作車：2台
- 水槽付消防ポンプ自動車：5台
- 広報車：2台
- 小型動力ポンプ付水槽車：4台
- 高規格救急自動車：8台
- 公用車：4台
- 軽貨物自動車：1台
- 小型貨物自動車：1台
- ボート運搬用トレーラー：2台

## 消防署
| 消防署     | 住所                    | 分署                             | 支署                                                                   |
| ---------- | ----------------------- | -------------------------------- | ---------------------------------------------------------------------- |
| 枝幸消防署 | 枝幸郡枝幸町新港町980-4 | 歌登：枝幸郡枝幸町歌登西町6346-1 | 浜頓別：枝幸郡浜頓別町南3条3丁目12 中頓別：枝幸郡中頓別町字中頓別951-1 |